# Estação Ferroviária de Vila Nova de Cerveira

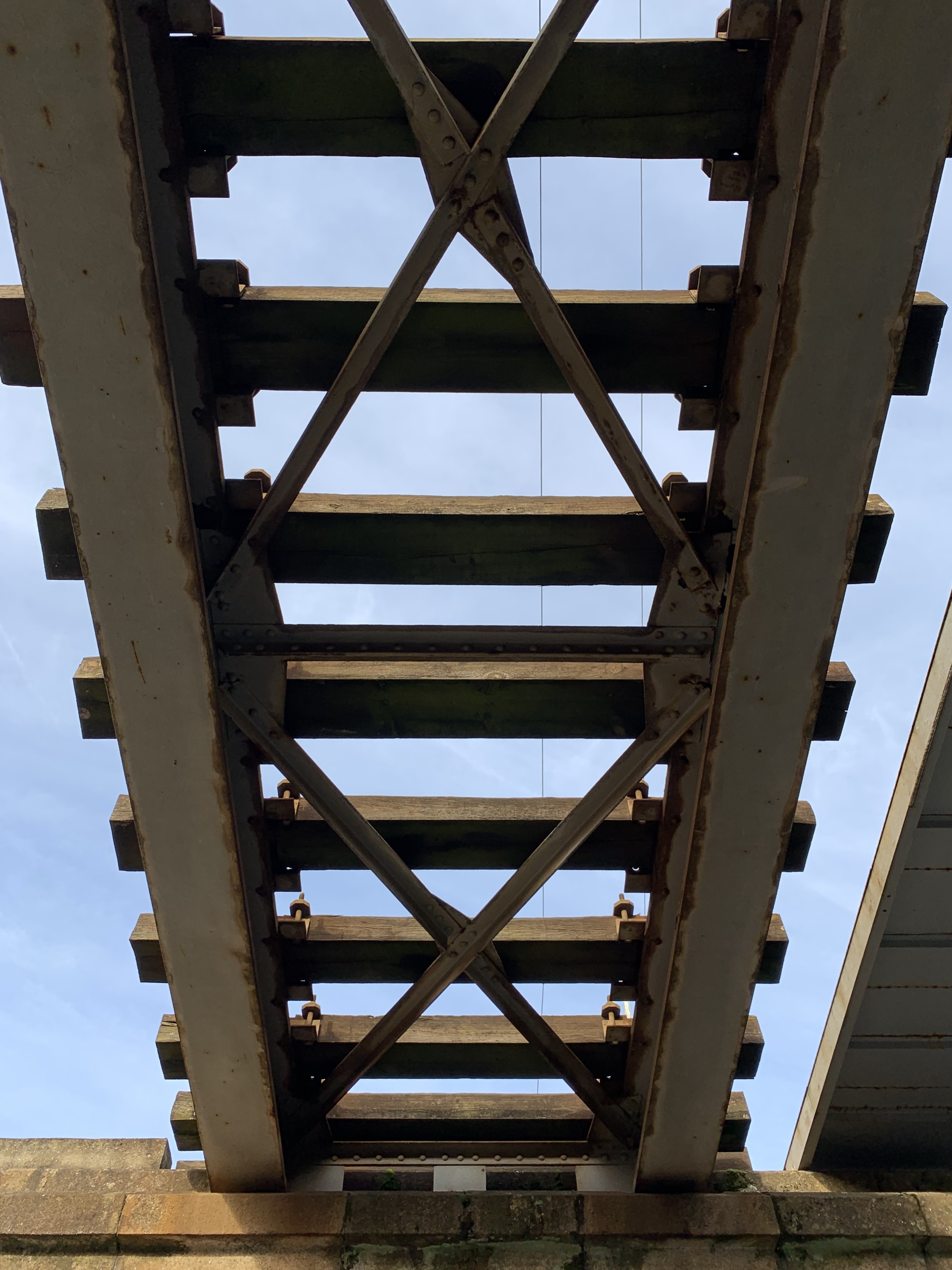
Vista inferior de um dos viadutos da Linha do Minho a norte da estação.

A Estação Ferroviária de Vila Nova de Cerveira é uma interface da Linha do Minho, que serve a localidade de Vila Nova de Cerveira, em Portugal.

## Descrição

### Localização e acessos
A estação situa-se junto ao Bairro do Alto das Veigas, na localidade de Vila Nova de Cerveira.

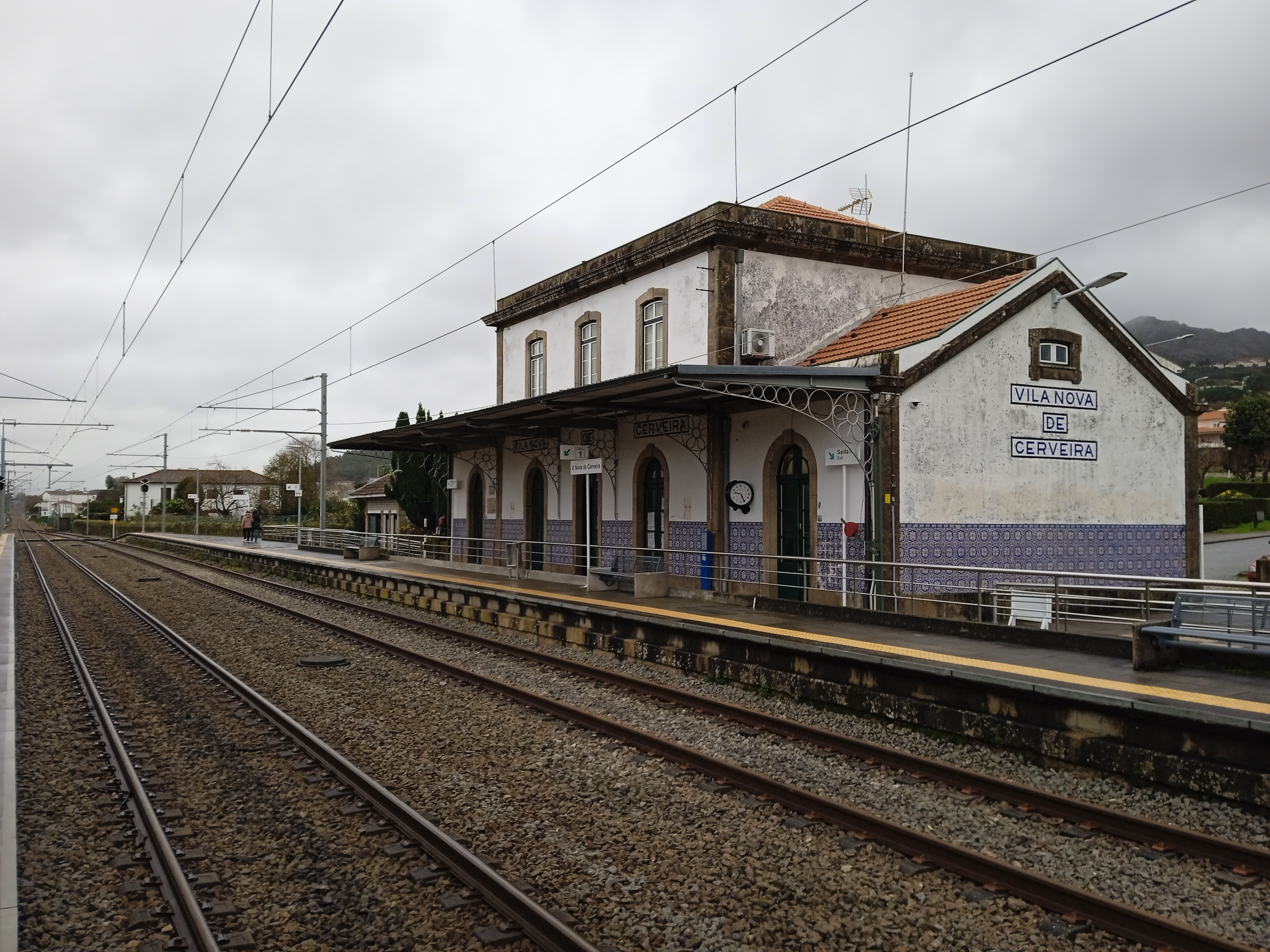
Edifício de passageiros da estação de Vila Nova de Cerveira, em 2022.

### Infraestrutura
Esta interface apresenta apenas duas vias de circulação (I e II), ambas com 157 m de extensão e cada uma acessível por plataformas de 110 e 97 m de comprimento e 685 mm de altura. O edifício de passageiros situa-se do lado norte da via (lado direito do sentido ascendente, a Monção).

### Serviços
Em dados de 2023, esta interface é servida por comboios de passageiros da C.P., com onze circulações diárias em cada sentido — regionais (entre Valença e Nine, Viana do Castelo, ou Porto-São Bento: 5×2 circulações), inter-regionais (entre Valença e Porto-Campanhã, Porto-São Bento, ou Figueira da Foz: 5×2 circulações), e inter-cidades (entre Valença e Coimbra-B: 1×2 circulações).

## História

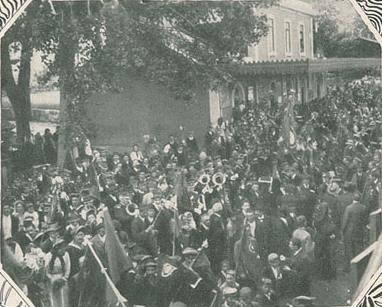
Grupo de excursionistas na estação, em 1911.

Esta interface situa-se no lanço da Linha do Minho entre Caminha e São Pedro da Torre, que abriu à exploração no dia 15 de Janeiro de 1879.
Em 1927, a Companhia dos Caminhos de Ferro Portugueses passou a explorar as antigas linhas dos Caminhos de Ferro do Estado, incluindo a Linha do Minho.
No XIII Concurso das Estações Floridas, organizado em 1954 pela Companhia dos Caminhos de Ferro Portugueses e pelo Secretariado Nacional de Informação, a estação de Cerveira foi premiada com uma menção honrosa especial.
Em 2010, esta estação contava com duas vias de circulação, ambas com 215 m de comprimento; as duas plataformas tinham ambas 128 m de extensão, tendo uma 30 cm de altura, e a outra 70 cm — valores mais tarde ampliados para os atuais.

Em 2021, após obras de reparação e eletrificação, começaram a circular neste troço (Viana-Valença) comboios elétricos.